# James M. McHaney
James M. McHaney (* 23. April 1918 in Little Rock; † 13. April 1995 in Little Rock) war ein amerikanischer Rechtsanwalt und der stellvertretende Chefankläger bei sechs Nürnberger Nachfolgeprozessen.

## Leben
Sein Vater war Richter am Arkansas Supreme Court. Er studierte an der Columbia University Jura und arbeitete dann für die Anwaltskanzlei Cahil Gordon & Reindel in New York. Telford Taylor, der Chefankläger bei den Nürnberger Nachfolgeprozessen warb ihn als Ermittler für das Prozessprogramm an und betraute ihn mit der Aufgabe des stellvertretenden Anklagechefs im:
- Fall 1 Nürnberger Ärzteprozess

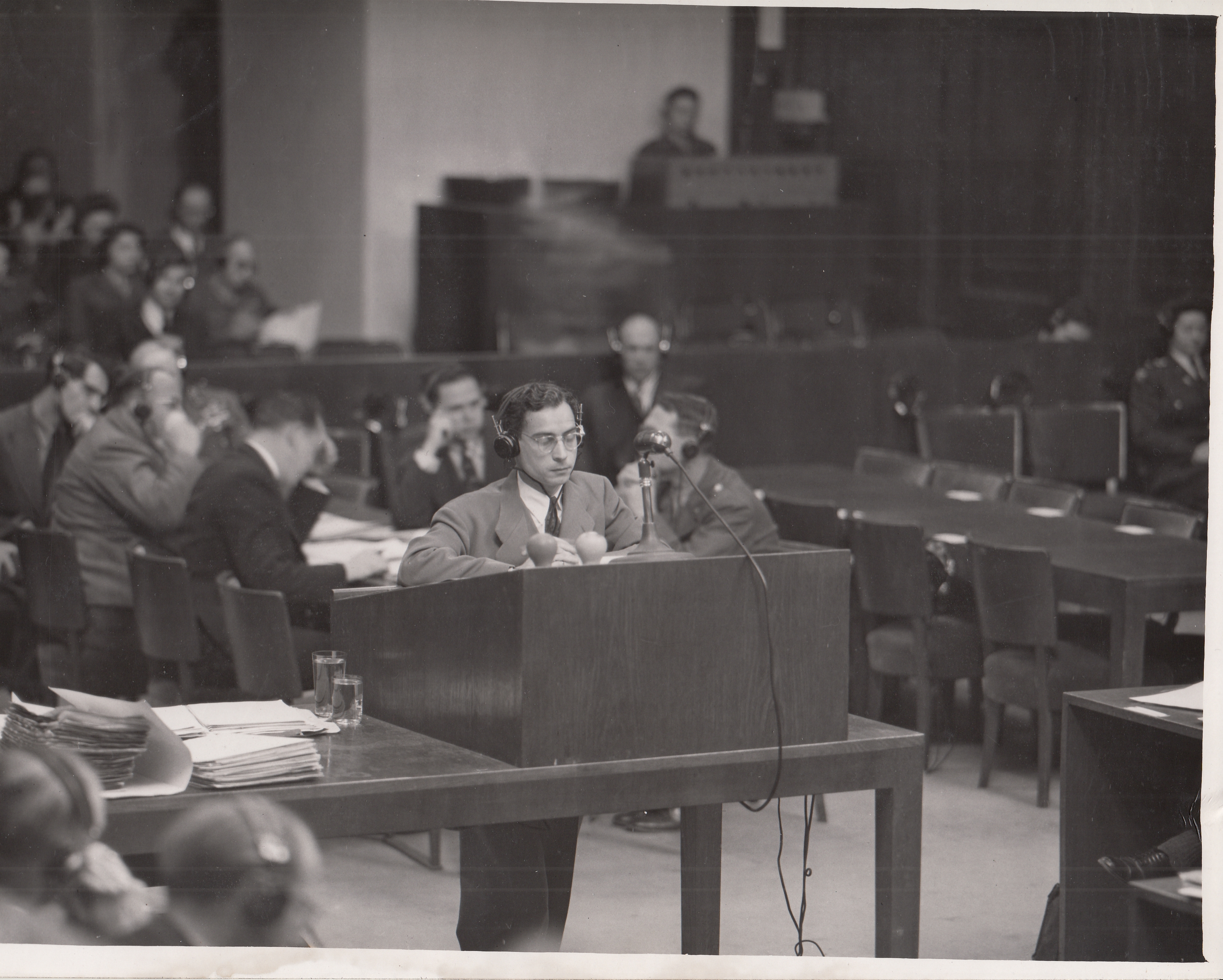
Beim Nürnberger Ärzte-Prozess, 9. Dezember 1946

- Fall 4 Prozess Wirtschafts-Verwaltungshauptamt der SS
- Fall 7 Prozess Generäle in Südosteuropa
- Fall 8 Prozess Rasse- und Siedlungshauptamt der SS
- Fall 9 Einsatzgruppen-Prozess
- Fall 12 Prozess Oberkommando der Wehrmacht

Nach den Nürnberger Prozessen arbeitete er dann zunächst als Justiziar für einen Vorläufer der Small Business Association in Washington und kehrte dann an seinen Geburtsort Little Rock zurück. Dort arbeitete er bis zu seinem Ruhestand 1988 als Rechtsanwalt. Er starb 1995 an Atherosklerose.